# Amnon de Mayence
Ne pas doit être confondu avec Amram de Mayence.
Amnon de Mayence est un rabbin probablement fictif du Xe siècle, qui aurait composé selon Ephraïm de Bonn le piyyout Ounetanè Toqef récité dans la plupart des communautés ashkénazes lors des Jours redoutables. Ami proche d’un légat local, il se risque un jour à contempler la conversion au christianisme mais est châtié par le prélat pour n’avoir pas poursuivi son engagement ; mutilé, il décède peu après de ses blessures non sans transmettre en rêve le poème en question.
L’absence de témoignages historiques concernant le rabbin Amnon ont conduit la plupart des chercheurs modernes à considérer le rabbin comme un mythe pieux, d’autant plus qu’il semble que le poème Ounetanè Toqef doive être attribué à un poète galiléen sous la domination byzantine, peut-être Yannaï.